# برادفورد هيو
برادفورد هيو (بالإنجليزية: Bradford Vaughan)‏ هو لاعب غولف جنوب أفريقي، ولد في 14 يونيو 1975 في جوهانسبرغ في جنوب أفريقيا.

## وصلات خارجية
- برادفورد هيو على موقع رابطة أوروبا للاعبي الغولف المحترفين (الإنجليزية)
- برادفورد هيو على موقع التصنيف العالمي الرسمي للغولف (الإنجليزية)